# 新潟市小針野球場
新潟市小針野球場（にいがたし こばりやきゅうじょう）は、新潟県新潟市西区にあった野球場。1970年竣工。施設は新潟市が所有し、新潟市開発公社が指定管理者として運営管理を行った。2021年3月末で閉鎖。

## 歴史

### 先史
昭和時代初期、新潟市一番堀通（現中央区）の白山公園内に整備された「白山総合運動場」内には、1936年に竣工した新潟市営白山野球場があった。1948年には新潟県内では初となるプロ野球公式戦が開催された他、高校野球、社会人野球などアマチュア野球も行われてきたが、1964年の第19回新潟国体では既に老朽化が著しく進んでおり、またメイン会場の県営新潟陸上競技場（現新潟市陸上競技場）と近接していることから安全面を配慮して競技施設としては使用せず、競技場で行われた開閉会式の際、選手・関係者の待機場所として使用された。そして国体閉幕後の6月16日、新潟地震で被災。周辺は埋立地であったことから液状化現象が発生してフィールドは噴砂や崩落を起こし、スタンドも損壊するなど大きな被害を受けた。白山球場は震災直後にはヘリポートとして使用され、また復旧の間は新潟市立白山小学校の仮校舎用地として使用され、フィールドには仮設校舎が建設された。
その後、県は全国各地から寄せられた義援金と復興支援金の一部を活用し、市内で不足していたホール施設を整備する構想を打ち出した。その後検討を経て「震災記念館」（仮称、現在の新潟県民会館）を建設する方針を固め、1965年4月5日に建設予定地を白山球場の敷地とする方針を内定した。既に市内では、国体に合わせて1963年に竣工した新潟市営鳥屋野野球場（現鳥屋野運動公園野球場）の供用を開始しており、老朽化した白山球場は廃止しても支障が無いというのが大きな理由であった。しかし、県内の野球関係者と県・新潟市議会の革新派は競技施設が減少することを危惧し、猛反発を示した。結局、市が代替策として郊外の小針地内に新たな野球場を整備する方針を示したことから事態は収束し、白山球場は廃止。県民会館は1967年に竣工した。こうした過程を経て1970年に竣工したのが小針野球場である。

### 運営
1970年に竣工した小針野球場は少年野球、還暦野球、早起き野球などのイベントに使用された。建設の目的がアマチュア野球の競技施設数の維持ということもあって、収容人数は5,000人規模に抑制され、外野スタンドは設けられなかった。プロ野球は開場以来NPB、ベースボール・チャレンジ・リーグも含め、開催実績は無い。
一方、1970年代以降、元々水田と田畑が広がっていた周辺では、急速に宅地化が進行した。建設の際、施設周辺に園地・緑地を広く確保しなかったことが仇となり、駐車場の不足、周辺の民家への打球の飛び込み、応援の騒音など、周辺住民や利用者・観客からの苦情が絶えなかった。また施設・設備の老朽化・陳腐化も著しく、運営上の問題点も多い。このため新潟県高等学校野球連盟では、小針球場での公式戦の開催回数を削減する方針をとっていた。2010年シーズンまでは春季・秋季の北信越地区高等学校野球大会の新潟県大会のうち、新潟地区予選の一部試合が行われていたものの、その後は夏季の全国高等学校野球選手権新潟大会の開催球場から除外され、さらに後述の新球場整備に伴い、同年シーズンを最後に当球場での公式戦開催を取りやめた。
また市内では2009年6月30日、中央区長潟の新潟県スポーツ公園敷地内で新潟県が整備事業を進めてきた新潟県立野球場（HARD OFF ECOスタジアム新潟）が竣工した。一方、市も西区黒埼地区の板井地内、南区白根地区南部（庄瀬地域）の真木地内で新たな市営野球場の建設計画を進め、2011年夏には前者のみどりと森の運動公園野球場が竣工し、同年夏季から高校野球の公式戦を開催している。また後者の新潟市白根野球場は2013年春に竣工し、4月から供用を開始した（市の野球場の建設計画詳細は、鳥屋野運動公園野球場を参照）。

### 廃止
老朽化などの問題から、2020年度末の廃止が検討され、2021年3月末で廃止された。
跡地は更地となり、鳥屋野不動産など3社により宅地（分譲地103区画）と商業施設用地として一体的に開発されることになった。

## 施設概要
- グラウンド面積：11,752m2
- 両翼：90m、中堅：120m
- 照明設備：なし
- 収容人数：4,550人
  - メインスタンド：鉄筋コンクリート造、座席：コンクリート製ベンチ（一部FRP製）、芝生席、外野スタンド：なし
- スコアボード：磁器反転型。（チーム名はパネル式。イニングスコアのみ）

※2008年まではパネル式（イニングスコア、打順・守備位置表示のみ、打順ランプなし）。老朽化のため同年中に解体・撤去し、2009年にボールカウント・記録ランプを設置、2010年にイニングスコア部を増設。但しバックスクリーンなし
球場の閉鎖後、新潟市白根野球場に移設された。

## 交通
- JR青山駅より徒歩約15分
- BRT萬代橋ライン「青山」停留所より徒歩約10分
- 新潟交通 W5 小新線 「小針中学前」バス停より徒歩すぐ